# Attentato ai tre grandi
Attentato ai tre grandi (lit. 'Atentado a los tres grandes', en francés: Les Chiens verts du désert, lit. 'Los perros verdes del desierto'; en alemán: Fünf gegen Casablanca, lit. 'Cinco contra Casablanca') es una película de guerra de coproducción internacional entre Francia, Italia y Alemania Occidental de 1967 ambientada durante la Segunda Guerra Mundial, dirigida por Umberto Lenzi y protagonizada por Ken Clark, Horst Frank y Carlo Hintermann. El título italiano «Atentado a los tres grandes» se refiere a que la película trata de un grupo comando alemán con la misión de asesinar a Churchill, Roosevelt y De Gaulle en la Conferencia de Casablanca, a pesar de que en la vida real el término se usó para designar a Churchill, Roosevelt y Stalin.

## Argumento
Un grupo de hombres saca al capitán Fritz Schoeller del funeral de su esposa para informarle sobre una misión especial que encabezará. El capitán, el teniente Roland Wolf, el sargento Erich Huber, el cabo Hans Ludwig y el soldado Willy Mainz son expertos en tácticas de comando y tienen excelentes habilidades en el idioma inglés. Son vestidos con uniformes del comando británico y se lanzan en paracaídas a Marruecos, donde Faddja Hassen, una mujer árabe, los guiará a Casablanca, donde pretenden asesinar a los líderes aliados.

## Reparto
- Ken Clark como Capitán Fritz Schoeller.
- Horst Frank como Teniente Roland Wolf.
- Jeanne Valérie como Faddja Hassen.
- Carlo Hintermann como Erich Huber.
- Howard Ross como Willy Mainz.
- Franco Fantasia como Mayor Dalio.
- Hardy Reichelt como Cabo Hans Ludwig.
- Fabienne Dali como Simone.
- John Stacy como Sir Bryan.
- Tom Felleghy como Colonel Ross.
- Gianni Rizzo como Perrier.